# Condicional
En lingüística, el condicional és un mode del verb en el qual les frases fan referència a situacions, fets o accions hipotètiques o possibles, i que depèn d'accions o circumstàncies passades. El seu ús existeix en algunes llengües de les subfamílies romànica, eslava i germànica de la família indoeuropea. Tanmateix, Alguns gramàtics consideren que el condicional no és pròpiament un mode independent sinó un temps verbal.

## Estructura de les frases condicionals
Les frases condicionals, com per exemple, "Si plogués, me n'aniria al camp", són frases compostes. En gramàtica, s'anomena "pròtasi" la frase que conté la condició ("si plogués"), i "apòdosi" la que conté la conseqüència ("me n'aniria al camp"). Sintàcticament, l'apòdosi és una frase subordinada, totalment supeditada a la frase principal, que en determina el temps verbal.

## Formació del condicional en les llengües romàniques
En la seva evolució del llatí al català, històricament es va passar a ajuntar l'infinitiu amb l'imperfet d'indicatiu del verb haver (en llatí, habēre) ja conjugat, reduït a les seves desinències: per exemple, la forma "menjar" + havia passaria a ser "menjar hia", fins a arribar a la seva forma contemporània "menjaria". Això s'entén pel seu sentit de pronòstic del futur des del passat.
En l'evolució d'altres llengües romàniques es tracta exactament del mateix:
| Llengua   | Exemple         |
| --------- | --------------- |
| Llatí     | cantāre habēbam |
| Castellà  | cantaría        |
| Portuguès | cantaria        |
| Francès   | je chanterais   |
| Català    | cantaria        |

En canvi, en italià la forma està basada el llatí habuit, reduït a -ebbe, donant per exemple, "cantarebbe". En romanès es fa servir una forma composta (analítica): aș cânta.